# کرکس‌ها
کرکس‌ها یا اخموها (به فرانسوی: Les Morfalous) یک فیلم سینمایی ماجراجویانه فرانسوی محصول سال ۱۹۸۴ میلادی با بازی ژان-پل بلموندو و کارگردانی آنری ورنوی است.
این فیلم لژیون خارجی فرانسه در طول جنگ جهانی دوم نشان می‌دهد.
این بازسازی یک فیلم جنگی آمریکایی سال ۱۹۷۰ بنام قهرمانان کلی است.

## داستان
در تونس فرانسه، در طول جنگ جهانی دوم، کاروانی از لژیون خارجی فرانسه متهم به بازیابی میله‌های طلای شش میلیارد فرانکی از یک بانک در القصور می‌شود تا آنها را به مکانی امن برای دولت فرانسه برساند.

## بازخورد فیلم
این فیلم ششمین فیلم محبوب و پرفروش سال ۱۹۸۴ در فرانسه بود. با این حال عملکرد گیشه آن با ناامیدی جزئی روبرو شد.